# Boro Din
Boro Din ("Gran Día") es como se llama la Navidad en Bangladesh y en el estado vecino de Bengala Occidental, al este de la India.

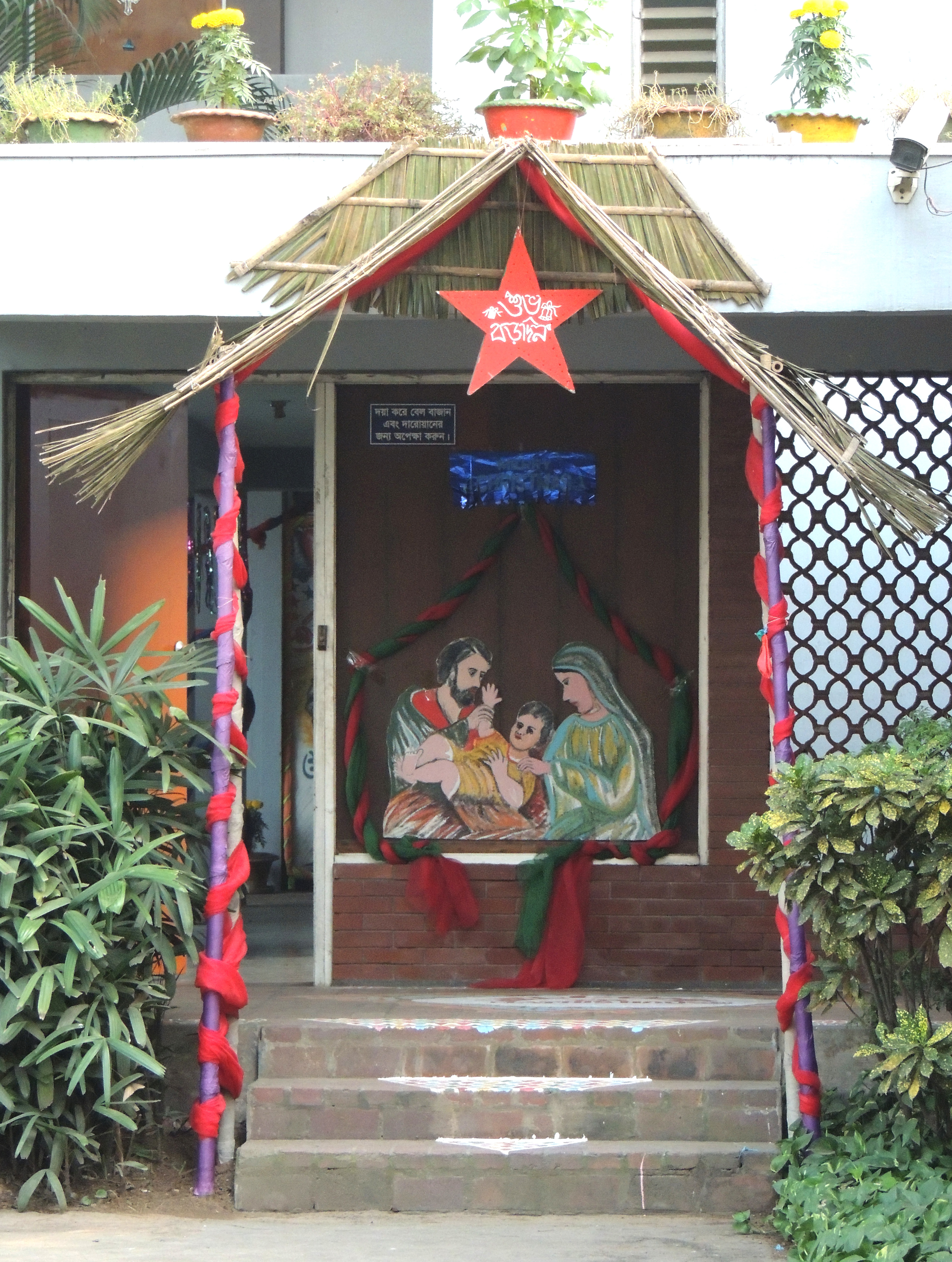
Celebración del Boro din en el Notre Dame College de Dhaka (Bangladesh)

## Historia
El cristianismo llegó a Bangladesh en el siglo XVI de la mano de comerciantes y misioneros portugueses. En Bangladesh, los cristianos representan el 0,03% de la población.

## Celebraciones
Los cristianos en Bangladesh se hacen regalos y visitan a otros en Navidad. La Navidad es una fiesta nacional en Bangladesh. Los niños reciben dinero o juguetes de los adultos. La gente se saluda con Shubho Boro Din ('Saludos del Gran Día'). En las zonas rurales, se utilizan plátanos y hojas para decorar. En las ciudades, la decoración navideña suele incluir árboles de Navidad, banderolas y globos. Se celebran actos especiales en hoteles y se emiten especiales navideños en televisión. Los alimentos tradicionales son el pastel de Navidad, el pitha y las galletas. Los cristianos visitan las iglesias y preparan pasteles de Navidad. Las iglesias se decoran con luces navideñas y con un árbol de Navidad. Los coros de las iglesias interpretan canciones navideñas bengalíes.  Las fiestas de Nochebuena celebradas por la iglesia se llaman Preeti Bhoj y los himnos, Kirtan.
La Navidad también es celebrada cada vez más por otras religiones en Bangladesh, especialmente en las zonas urbanas del país.